# سرهات کیلیچ
سرهات کیلیچ (انگلیسی: Serhat Kılıç؛ زادهٔ ۸ ژوئیهٔ ۱۹۷۵) بازیگر و مجری اهل ترکیه است. وی از سال ۱۹۹۲ میلادی تاکنون مشغول فعالیت بوده‌است.
از فیلم‌ها یا برنامه‌های تلویزیونی که وی در آن نقش داشته‌است می‌توان به خواب زمستانی اشاره کرد.